# Burg Boisdorf
Die Burg Boisdorf war eine Wasserburg in Kerpen im Rhein-Erft-Kreis in Nordrhein-Westfalen, die dem Braunkohleabbau zum Opfer fiel. 

## Geschichte
Die genauen Ursprünge der Burganlage sind unklar, da es mehrere urkundliche Erwähnungen für verschiedene Namen gibt, bei denen allerdings nicht gesichert ist, ob sie mit der Burganlage in Zusammenhang stehen.
Gesichert ist, das die Burganlage als Lehen 1548 vom Jülicher Herzog Wilhelm an Wilhelm Scheiffarth von Merode vergeben wurde. Der Kölner Bürgermeister von Gail gelangte zwischenzeitlich in ihren Besitz. Danach ging sie an die Familien von Mühlheim, von Mylius, Molinari. Im Jahre 1836 erhielt der Graf Beissel von Gymnich die Burganlage.

## Anlage
Die Anlage war eine zweiteilige Wasserburg und besaß ein rechteckiges zweieinhalbgeschossiges Herrenhaus, mit zur Hofseite ausgerichteten Treppenturm. Der als Wirtschaftshof genutzte Vorburgbereich verfügte über einen barocken Fachwerkbau mit Mansarddach, der über eine Bogenbrücke von der Umgebung aus zugänglich war.
An der offenen Seite des Vorburgbereichs lag auf einer weiteren Insel das dreiflügelige Herrenhaus, das ebenfalls über eine Brücke zu erreichen war. Die beiden etwas kleineren, im Grundriss gleichen und im Ursprung barocken Hoftrackte schlossen sich seitlich an den Ecken des Herrenhauses an. Der U-förmige Bau hatte in der rechten Hofecke einen als Treppenhaus genutzten spätgotischen Turm. Die beiden zweieinhalbgeschossigen Hoftrackte verfügten jeweils über eine Fensterfront und waren etwas kleiner als das Herrenhaus selbst.
Auf der Rückseite des Herrenhauses lag eine kleine Gartenanlage, die in späterer Zeit als Bauerngarten genutzt wurde und durch Grabenmauern vom Wassergraben abgesichert wurde. Ursprünglich standen zwei Rundtürme an den Gartenecken, die jedoch bei Umgestaltungsarbeiten Anfang des 19. Jahrhunderts entfernt wurden.